# Ventrifossa garmani
Ventrifossa garmani és una espècie de peix de la família dels macrúrids i de l'ordre dels gadiformes.

## Morfologia
- Els mascles poden assolir 31 cm de llargària total.[5][6]

## Alimentació
Menja principalment eufausiacis, gambes i isòpodes.

## Depredadors
Al Japó és depredat per Macrorhamphosodes uradoi.

## Hàbitat
És un peix d'aigües profundes que viu entre 200-720 m de fondària, tot i que, normalment, ho fa entre 350-550.

## Distribució geogràfica
Es troba al sud del Japó i el mar de la Xina Oriental.